# أبام
أبام هو نوع من البان كيك، يُصنع من عجينة الأرز المخمر وحليب جوز الهند. وهو من الأغذية الشائعة في ولايات الهند الجنوبية كيرالا وتاميل نادو كما أنه غذاء شعبي في سريلانكا ويقدّم غالباً ضمن وجبة الإفطار أو وجبة العشاء.
يُعتبر الأبام نظاماً غذائياً أساسياً ومرادفاً ثقافياً لمسيحيي مار توما (يعرفون أيضاً بمسيحيي سانت توماس أو المسيحيين السوريين) في كيرالا. وفقاً لجيل ماركس، تستخدم ثلاث جاليات يهودية هندية مختلفة هي يهود كوشين ويهود مومباي ويهود كلكتا، أطباقاً من الحبوب تسميها أبام.

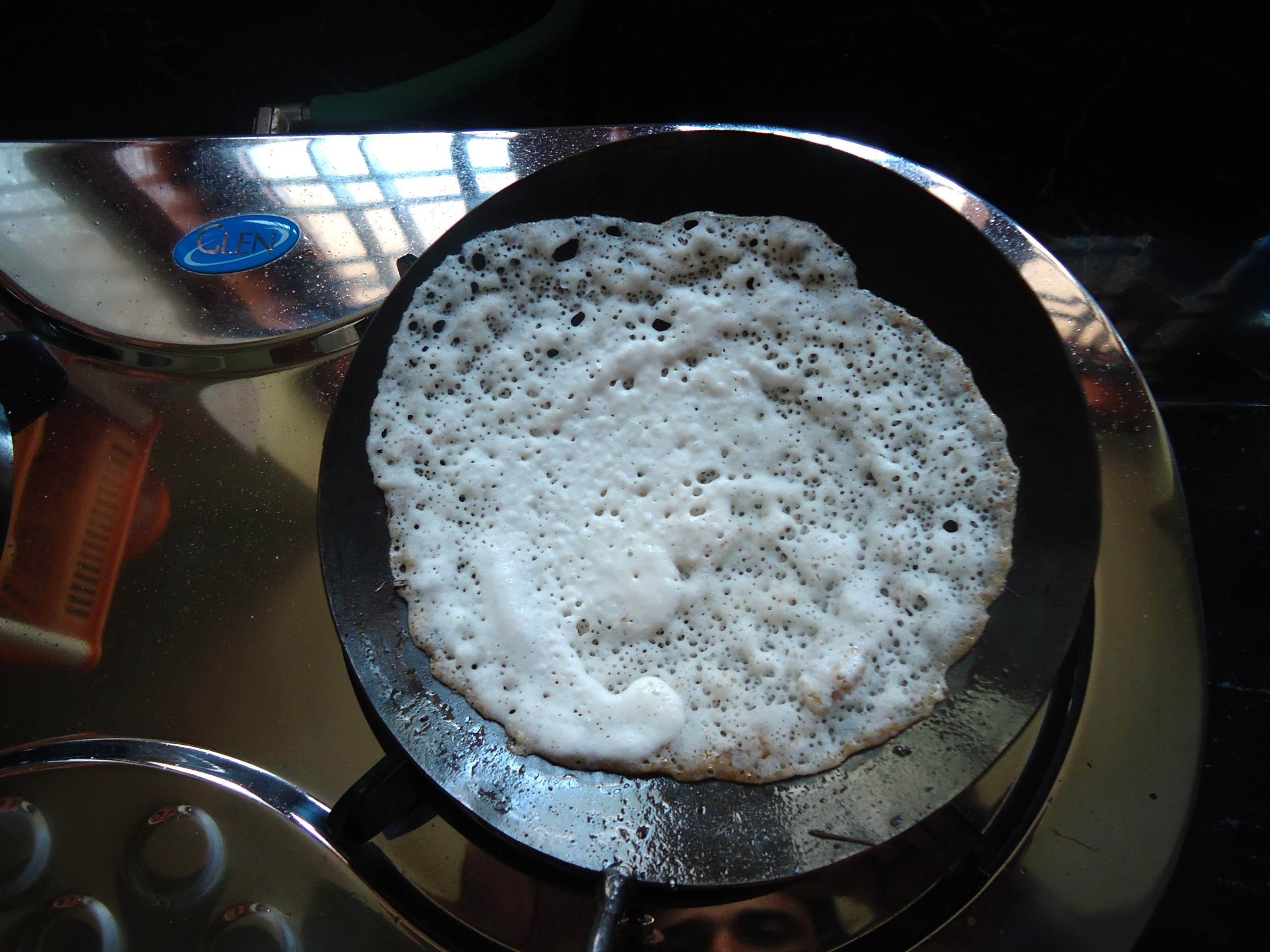
طهي أبام في كيرالا

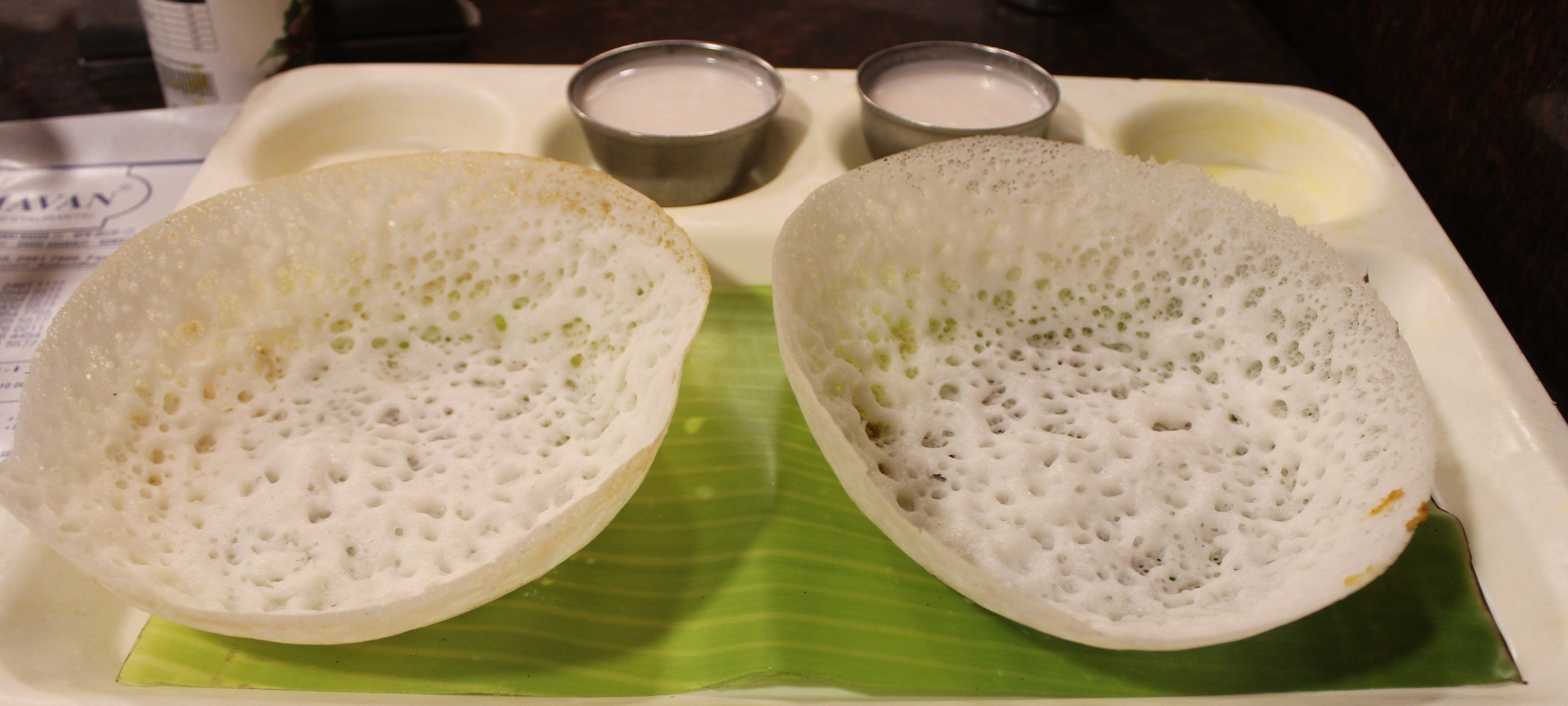
أبام مقدم مع حليب جوز الهند في تاميل نادو

## وصلات خارجية
- Traditional Appam Recipe
- Coconut Appam Recipe
- Appam:Hoppers – Jaffna Tamil Recipe
- STRING HOPPER MAKER 2008 Thayabi Products Inc
- Nadia Chitau Pitha of orissa & more
- www.foodandwine.com/ Pal Appam Recipe – Maya Kaimal
- Pesaha/Indri Appam and Paal – mariasmenu.com
- Breakfast Pleasures on a Weekend Morning – flickr.com
- Suriani Kitchen by Lathika George (Recipes and recollections from the Syrian Christians of Kerala)